# Литвак, Нелли Владимировна
Нелли Владимировна Литвак — профессор теории алгоритмов для сложных сетей в Университете Твенте, Эйндховенском технологическом университете, а также приглашённый профессор в Московском физико-техническом институте.

## Биография и научная деятельность
Родилась в Нижнем Новгороде. Отец — Владимир Александрович Антонец (р. 1949), доктор физико-математических наук; мать — Нина Витальевна Зверева (р. 1952), телеведущая и бизнес-тренер.
В 1995 году Нелли Литвак окончила Нижегородский государственный университет им. Лобачевского, защитив там кандидатскую диссертацию в 1999 году. В 2002 году она защитила диссертацию (PhD) в Эйндховенском технологическом университете. В 1995—1999 годах Литвак работала на кафедре прикладной теории вероятностей Нижегородского государственного университета, с 2002 года — профессор прикладной математики в Университете Твенте. Была приглашённым профессором в INRIA, университете Южной Австралии и Колумбийском университете. Также она занималась логистикой в системе здравоохранения, работая в Центре управления, улучшения и исследования здравоохранения CHOIR (Centre for Healthcare Operations Improvement & Research) университета Твенте.
Научные интересы включают теорию сложных сетей (примерами таких сетей являются социальные сети и Всемирная паутина), алгоритмы ранжирования, стохастические алгоритмы, теорию массового обслуживания, логистику в здравоохранении, а также изучение сложных сетей с помощью машинного обучения. Например, во время пандемии COVID-19 она работала над моделью, которая могла предсказать, где могут возникнуть горячие точки заражения.

## Популяризация науки
Нелли Литвак активно занимается популяризацией математики, в том числе среди взрослых. Автор более 90 научных работ и научно-популярных книг, среди них — «Наши хорошие подростки» и «Формула призвания: Семь правил выбора вуза». Работала блогером радио «Эхо Москвы».
В 2017 году совместно с журналистом Аллой Кечеджан Нелли Литвак начала проект «Математика для безнадёжных гуманитариев»; в 2019 году они выпустили научно-популярную книгу «Математика для безнадёжных гуманитариев. Для тех, кто учил языки, литературу и прочую лирику». Вместе с Аллой ведёт группу в Facebook и Телеграме «Математика — великая и ужасная!»

## Награды
В 2017 году Литвак стала финалистом конкурса на престижную российскую премию за научно-популярные публикации «Просветитель».

## Публикации
- Наши хорошие подростки. — М. : Альпина нон-фикшн, 2010. — 252, [1] с. : схема — ISBN 978-5-91671-067-0.
- Формула призвания : семь правил выбора вуза. — М. : Альпина нон-фикшн, 2012. — 160 с. : ил. — ISBN 978-5-91671-203-2.
- Литвак Н., Райгородский А. М. Кому нужна математика? Понятная книга о том, как устроен цифровой мир. — М.: Манн, Иванов и Фербер, 2018. — 192 с. — ISBN 978-5-00-100521-6.
- Литвак Н., Кечеджан А. Математика для безнадежных гуманитариев : для тех, кто учил языки, литературу и прочую лирику. — М. : АСТ, 2019. — 269, [1] с. : ил. — ISBN 978-5-17-983359-8.